# Julie Dorn-Jensen
Julie Dorn-Jensen, née le 8 juillet 1977, est une joueuse de squash représentant le Danemark. Elle est championne du Danemark en 1996 et 1997.

## Palmarès

### Titres
- Championnats du Danemark : 2 titres (1996, 1997)

### Finales
- Open de Kuala Lumpur : 2002